# Pittsburgh Pirates (WPHL)

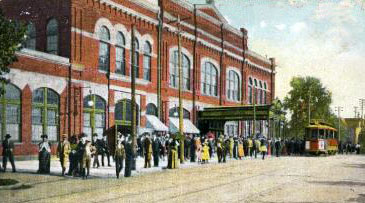
Lagets arena Duquesne Gardens.

Pittsburgh Pirates var ett amerikanskt ishockeylag från Pittsburgh, Pennsylvania som spelade i den semiprofessionella ligan Western Pennsylvania Hockey League säsongen 1907–08. Laget slutade på tredje plats i ligan bakom Pittsburgh Bankers och Pittsburgh Lyceum men före Pittsburgh Athletic Club med sammanlagt fem vinster, tio förluster och två oavgjorda matcher på 17 spelade matcher.
I januari 1908 var Pittsburgh Pirates involverade i en av de första bytesaffärerna med professionella ishockeyspelare inblandade då laget bytte bort anfallsspelarna Edgar Dey och Dunc Taylor samt målvakten Jim MacKay till ligakonkurrenten Pittsburgh Bankers i utbyte mot anfallsspelaren Bert Bennett och målvakten Joseph Donnelly. Orsaken till bytesaffären ska ha varit att Pirates spelare och ledare inte drog helt jämnt med varandra.

## Spelare
Pittsburgh Pirates spelare säsongen 1907–08: Jim MacKay, Joseph Donnelly, Harry McRobie, Charles Masson, Edgar Dey, Ray Robinson, Dunc Taylor, Ed Robitaille, Bert Bennett, Charlie Reisfar, Gordon McGuire, Fred Strobel.